# Ретроним
Ретронимът е тип неологизъм, обозначаващ обект или понятие, чието оригинално име започва да се използва за нещо друго и в резултат вече не е еднозначно разбираемо или е подвеждащо. Много ретроними възникват заради напредък в технологиите. Ретронимът сам по себе си е неологизъм, състоящ се от оригиналното съществително заедно с различно прилагателно, което подчертава разликата с оригиналното значение.
Терминът „ретроним“ е въведен от Франк Манкиевич  и популяризирана от Уилям Сафир  през 1980 г. в Ню Йорк Таймс. През 2003 American Heritage Dictionary е първият голям речник, който включва думата ретроним.
Пример за ретроним е терминът „акустична китара“, въведен при появата на електрическата китара.
Понякога е трудно да се определи кой термин е оригиналният и кой ретронимът. Например терминът „безоловен бензин“ може да се счита за ретроним с цел разграничаване от „обикновения“ бензин, въпреки че исторически първият използван бензин е бил безоловен. (Бензинът сам по себе си не съдържа олово; то се е използвало като добавка с цел подобряване на някои горивни качества на бензина. В днешно време за тази цел се ползват други, по-безвредни добавки, така че бензинът „отново“ е безоловен.)
Посмъртните имена давани на аристократите след смъртта им в някои източноазиатски култури също могат да бъдат считани за ретроними.
Небрежно ненавременно използване на ретроними в исторически романи може да предизвика недоверие към произведението или автора, както и да издаде подправянето на исторически документ (като например споменаване на „Първата световна война“ преди 1939 г. – т.е. преди избухването на Втората световна война).